# .bq
.bq je vrhovna internetska domena (country code top-level domain - ccTLD) za tri nizozemska otoka u Karibima Bonaire, Sveti Eustahije i Sabu (Karipska Nizozemska). Domena još nije u upotrebi.
Stvorena je odlukom Agencije za ISO 3166 od 15. prosinca 2010. kojom se alocira kratica BQ kao ISO 3166-1 alpha-2 kod za područje Karipske Nizozemske. Odluka je uslijedila nakon što su raspuštanjem Nizozemskih Antila ova tri otoka Karipske Nizozemske stekla novi status kao javna tijela Nizozemske Kraljevine Nizozemske 10. listopada 2010. godine. 
Stanovnici Karipske Nizozemske služe se bivšom vrhovnom domenom Nizozemskih Antila .an koju se gasi. Budući da su dijelom Nizozemske, Bonaire, Sveti Eustahije i Saba služe se i domenom Nizozemske .nl.

## Vanjske poveznice
- IANA .bq whois informacija  Arhivirana inačica izvorne stranice od 3. svibnja 2013. (Wayback Machine)